# Liste der Naturdenkmale in Wethau

Lage von Wethau

In der Liste der Naturdenkmale in Wethau werden die Einzel-Naturdenkmale, Flächennaturdenkmale sowie flächenhafte Naturdenkmale im Burgenlandkreis in der sachsen-anhaltischen Gemeinde Wethau und ihren Ortsteilen Gieckau, Pohlitz und Schmerdorf aufgeführt.
In den Veröffentlichungen werden lt. Quellen 1 Einzel-Naturdenkmal (ND), 1 Flächennaturdenkmale (FND) und 0 flächenhafte Naturdenkmale (NDF) angegeben. Die Angaben der Liste basieren auf Daten des "Geoportal Sachsen-Anhalt" vom Landesamt für Vermessung und Geoinformation Sachsen-Anhalt und den Meta-Daten der angegebenen Quellen (ND, FND, NDF)

## Definition
„Naturdenkmäler sind rechtsverbindlich festgesetzte Einzelschöpfungen der Natur oder entsprechende Flächen bis zu fünf Hektar, deren besonderer Schutz erforderlich ist
1. aus wissenschaftlichen, naturgeschichtlichen oder landeskundlichen Gründen oder
2. wegen ihrer Seltenheit, Eigenart oder Schönheit.“

## Legende
- Bild: zeigt ein vorhandenes Foto des Naturdenkmals
- Nr: zeigt die jeweilige Nr. des Objekts
- Beschreibung: Kurzbeschreibung zum Naturdenkmal
- Koordinaten: zeigt die Lage auf der Karte
- Quelle: Datum/Link zur Referenzquelle

## (Einzel-)Naturdenkmale
| Bild           | ND-Nr.     | Ortsteil | Beschreibung | Koordinaten                 | Quellen |
| -------------- | ---------- | -------- | --- | --------------------------- | ------- |
| Weitere Bilder | ND 0089BLK | Wethau   | 4 Linden in der Ortsflur Wethau, die 4 Lindenbäume sind in Wethau verteilt, ein Baum befindet sich direkt neben dem Kriegerdenkmal am Aufgang zur Dorfkirche und ein weiterer am Durchgang zum Hirtengraben (51° 8′ 19″ N, 11° 51′ 21″ O) | 51° 8′ 18″ N, 11° 51′ 25″ O | [ 1 ]   |

## Flächen-Naturdenkmale
| Bild           | FND-Nr.    | Ortsteil | Beschreibung | Koordinaten                              | Quelle     |
| -------------- | ---------- | -------- | --- | ---------------------------------------- | ---------- |
| Weitere Bilder | FND0063BLK | Gieckau  | Mertendorfer Halbberge, nur nördlicher Teil des NSG Halbberge bei Mertendorf (ca. 51 ha) am Käseberg, bereits mit Beschluss des Rates des Kreises Naumburg vom 29. Juni 1983 als ca. 17 ha großes Flächennaturdenkmal unter Schutz gestellt, seit 2000 als gleichnamiges FFH-Gebiet (DE4837302, 555520222) und seit 2002 als Naturschutzgebiet ausgewiesen, mit Vorkommen der Mopsfledermaus (Barbastella barbastellus) und Hirschkäfer (Lucanus cervus), restlicher Teil zu Gemeinde Mertendorf | 51° 7′ 35″ N, 11° 51′ 48″ O (nur Anteil) | 29.06.1983 |